# Alpsee
Az Alpsee egy kisebb tó az Ostallgäu járásban, Bajorország déli részén, Füssen városától kb. 4 kilométerre délkeletre. A Neuschwanstein és Hohenschwangau kastélyok közvetlen közelében található.
Az Alpsee partvonalának teljes hozza kevesebb mint 5 km, a tó legnagyobb mélysége kb. 62 m. Népszerű turistacélpont a közeli látványosságok, valamint a tóban megtalálható hattyúk miatt. A tavon lehetséges a csónakázás, a környéken pedig túraútvonalak is megtalálhatóak.

## Fordítás
- Ez a szócikk részben vagy egészben  az   Alpsee című angol Wikipédia-szócikk ezen változatának fordításán alapul.  Az eredeti cikk szerkesztőit annak laptörténete sorolja fel. Ez a jelzés csupán a megfogalmazás eredetét és a szerzői jogokat jelzi, nem szolgál a cikkben szereplő információk forrásmegjelöléseként.